# Więcbork (gmina)
Więcbork est une gmina mixte du powiat de Sępólno, Couïavie-Poméranie, dans le centre-nord de la Pologne. Son siège est la ville de Więcbork, qui se situe environ 11 km au sud de Sępólno Krajeńskie et 43 km au nord-ouest de Bydgoszcz.
La gmina couvre une superficie de 235,71 km2 pour une population de 13 028 habitants.

## Géographie
Outre la ville de Więcbork, la gmina inclut les villages d'Adamowo, Borzyszkowo, Czarmuń, Dąbie, Dalkowo, Dorotowo, Dwanaście Apostołów, Frydrychowo, Górowatki, Jastrzębiec, Jeleń, Karolewo, Katarzyniec, Klarynowo, Lubcza, Młynki, Nowy Dwór, Pęperzyn, Puszcza, Runowo Krajeńskie, Runowo-Młyn, Śmiłowo, Suchorączek, Sypniewo, Werski Most, Wilcze Jary, Witunia, Wymysłowo, Zabartowo, Zakrzewek, Zakrzewska Osada et Zgniłka.
La gmina borde les gminy de Lipka, Łobżenica, Mrocza, Sępólno Krajeńskie, Sośno, Zakrzewo et Złotów.